# Immunophénotypage
L'immunophénotypage est, en biologie médicale, une technique de cytométrie en flux qui permet, grâce à des anticorps spécifiques, la détection de sous-types cellulaires au sein d'une population hétérogène. 
Cette technique est très utilisée en hématologie par les pathologistes pour confirmer ou infirmer le diagnostic cytologique microscopique d'un lymphome ou d'une leucémie.